# برونو چیرو
برونو چیرو (انگلیسی: Bruno Cheyrou؛ زادهٔ ۱۰ مهٔ ۱۹۷۸) بازیکن فوتبال اهل فرانسه است.
از باشگاه‌هایی که در آن بازی کرده‌است می‌توان به باشگاه فوتبال نانت، باشگاه فوتبال المپیک مارسی، باشگاه فوتبال لیل، باشگاه فوتبال لیورپول، باشگاه فوتبال رن، باشگاه فوتبال بوردو، و تیم ملی فوتبال فرانسه اشاره کرد.